# Betingad konvergens
I matematiken sägs en serie {\displaystyle \sum _{i=0}^{\infty }a_{i}} vara betingat konvergent om den är konvergent, det vill säga gränsvärdet
{\displaystyle \lim _{n\rightarrow \infty }\sum _{i=0}^{n}a_{i}}
existerar, men att serien inte är absolutkonvergent, det vill säga att {\displaystyle \lim _{n\rightarrow \infty }\sum _{i=0}^{n}|a_{i}|} inte existerar.:65

## Exempel
Serien {\displaystyle \sum _{n=0}^{\infty }{\frac {(-1)^{n}}{n}}} är betingat konvergent.
Mer allmänt säger Leibniz kriterium att om {\displaystyle \,a_{i}} är en strängt avtagande följd av positiva reella tal, som konvergerar mot noll, så är serien {\displaystyle \sum _{i=0}^{\infty }(-1)^{n}a_{i}} konvergent. En sådan serie är emellertid i allmänhet inte absolutkonvergent.

## Riemanns omordningssats
En grundläggande sats i matematisk analys säger att gränsvärdet för en absolutkonvergent serie inte ändras om man ändrar ordningen på termerna i serien. För betingat konvergenta serier är situationen den motsatta:
Sats:
Låt {\displaystyle \sum _{i=0}^{\infty }a_{i}} vara betingat konvergent, och låt {\displaystyle \,\alpha } vara ett reellt tal eller {\displaystyle \pm \infty }. Då finns en permutation {\displaystyle \,\sigma } av de naturliga talen sådan att serien {\displaystyle \sum _{i=0}^{\infty }a_{\sigma i}} konvergerar mot {\displaystyle \,\alpha }.
En betingat konvergent serie kan alltså genom en omordning av termerna fås att konvergera mot vilket reellt tal som helst och t.o.m. divergera. Beviset för detta går i korthet ut på att delsummorna till en betingat konvergent serie, bestående av enbart positiva respektive negativa termer, går mot {\displaystyle \infty } respektive {\displaystyle -\infty }. Om man vill få summan att gå mot ett givet tal {\displaystyle \,\alpha }, som vi kan låta vara större än noll, ser man till att först ta med så många positiva termer att summan överskrider {\displaystyle \,\alpha }, därefter så många negativa att summan blir mindre än {\displaystyle \,\alpha } och så vidare. Eftersom termerna går mot noll kommer summan att gå mot {\displaystyle \,\alpha }. Om man vill att serien ska divergera (mot {\displaystyle \infty }) ser man till att de negativa termerna ligger så pass glest att delsummorna växer utan gräns. Motsvarande resonemang gäller för negativa {\displaystyle \,\alpha } och {\displaystyle -\infty }.:73-74